# والاس ويد
والاس ويد (بالإنجليزية: Wallace Wade)‏ هو لاعب كرة قدم أمريكية أمريكي، ولد في 15 يونيو 1892 في ترينتون في الولايات المتحدة، وتوفي في 7 أكتوبر 1986 في درم في الولايات المتحدة.

## وصلات خارجية
- والاس ويد على موقع كلية كرة السلة في سبورتس رفرنس.كوم (الإنجليزية)
- والاس ويد على موقع قاعة ألاباما للمشاهير الرياضية (مؤرشف) (الإنجليزية)
- والاس ويد على موقع قاعة كارولاينا الشمالية للمشاهير الرياضية (الإنجليزية)
- والاس ويد على موقع قاعة تينيسي للمشاهير الرياضية (الإنجليزية)
- والاس ويد على موقع إن إن دي بي (الإنجليزية)